# Affléville
Affléville est une commune française située dans le département de Meurthe-et-Moselle en région Grand Est.

## Géographie

### Hydrographie

#### Réseau hydrographique
La commune est traversée par la ligne de partage des eaux entre les bassins versants du Rhin et de la Meuse au sein du bassin Rhin-Meuse. Elle est drainée par le ruisseau de Maxiere, le ruisseau du Moulin de Darmont, le ruisseau le Breuil et l'Othain,.
Le ruisseau du Moulin de Darmont, d'une longueur de 14 km, prend sa source dans la commune de Gondrecourt-Aix et se jette  dans l'Orne à Buzy-Darmont, après avoir traversé six communes.

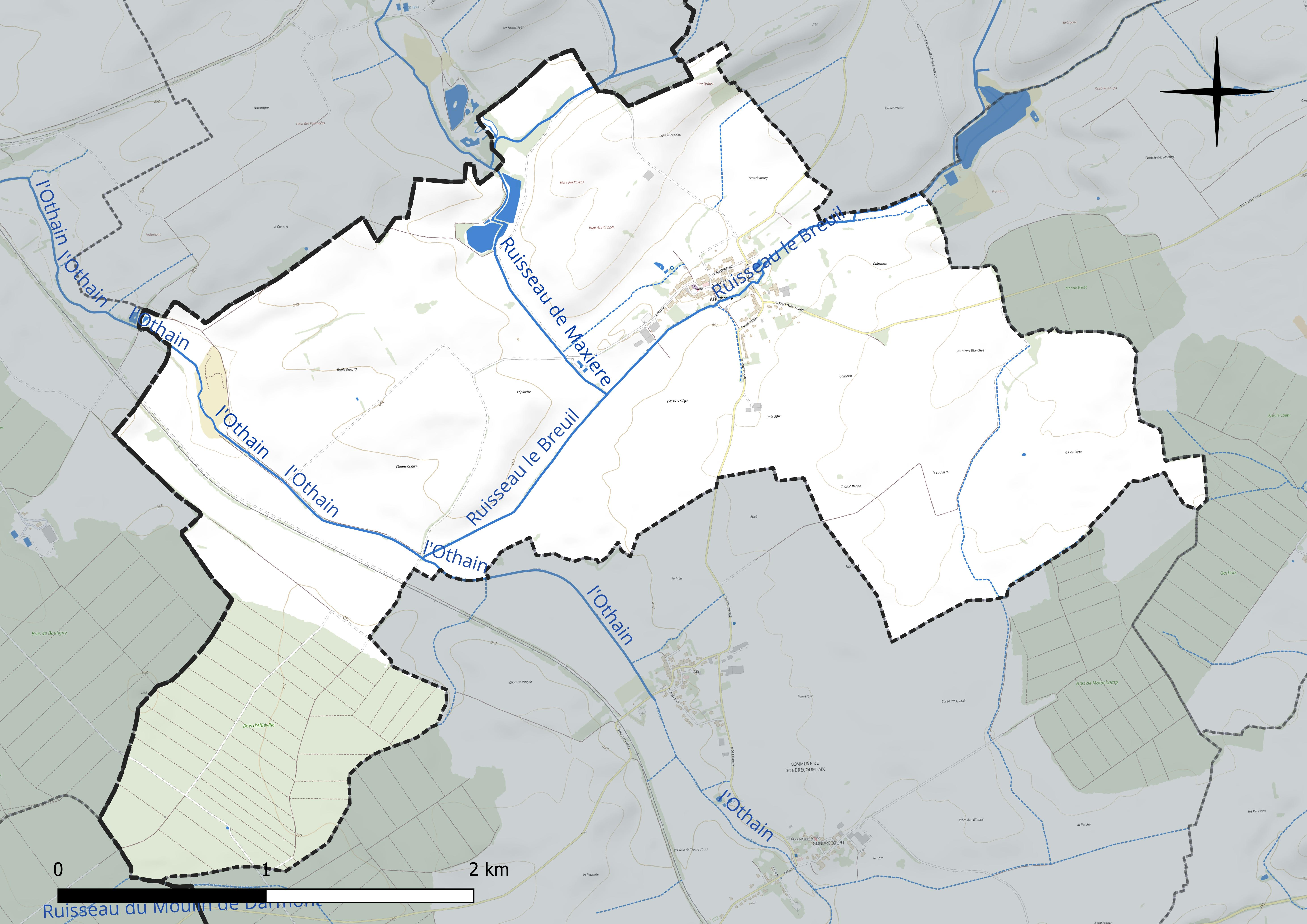
Réseau hydrographique d'Affléville.

#### Gestion et qualité des eaux
Le territoire communal est couvert par le schéma d'aménagement et de gestion des eaux (SAGE) « Bassin ferrifère ». Ce document de planification concerne le périmètre des anciennes galeries des mines de fer, des aquifères et des bassins versants hydrographiques associés qui s’étend sur 2 418 km2. Les bassins versants concernés sont celui de la Chiers en amont de la confluence avec l'Othain, et ses affluents (la Crusnes, la Pienne, l'Othain), celui de l'Orne et ses affluents et celui de la Fensch, le Veymerange, la Kiesel et les parties françaises du bassin versant de l'Alzette et de ses affluents (Kaylbach, ruisseau de Volmerange). Il a été approuvé le 27 mars 2015. La structure porteuse de l'élaboration et de la mise en œuvre est la région Grand Est.
La qualité des cours d’eau peut être consultée sur un site dédié géré par les agences de l’eau et l’Agence française pour la biodiversité.

### Climat
Pour des articles plus généraux, voir Climat du Grand Est et Climat de Meurthe-et-Moselle.
En 2010, le climat de la commune est de type climat des marges montargnardes, selon une étude du Centre national de la recherche scientifique s'appuyant sur une série de données couvrant la période 1971-2000. En 2020, Météo-France publie une typologie des climats de la France métropolitaine dans laquelle la commune est dans une zone de transition entre le climat océanique altéré et le climat océanique altéré et est dans la région climatique Lorraine, plateau de Langres, Morvan, caractérisée par un hiver rude (1,5 °C), des vents modérés et des brouillards fréquents en automne et hiver.
Pour la période 1971-2000, la température annuelle moyenne est de 9,6 °C, avec une amplitude thermique annuelle de 16,2 °C. Le cumul annuel moyen de précipitations est de 846 mm, avec 12,9 jours de précipitations en janvier et 9,2 jours en juillet. Pour la période 1991-2020, la température moyenne annuelle observée sur la station météorologique de Météo-France la plus proche, « Rouvres-en-woevre », sur la commune de Rouvres-en-Woëvre à 8 km à vol d'oiseau, est de 10,8 °C et le cumul annuel moyen de précipitations est de 668,3 mm. 
La température maximale relevée sur cette station est de 40,2 °C, atteinte le 24 juillet 2019 ; la température minimale est de −15,4 °C, atteinte le 7 février 2012,,.
Les paramètres climatiques de la commune ont été estimés pour le milieu du siècle (2041-2070) selon différents scénarios d'émission de gaz à effet de serre à partir des nouvelles projections climatiques de référence DRIAS-2020. Ils sont consultables sur un site dédié publié par Météo-France en novembre 2022.

## Urbanisme

### Typologie
Au 1er janvier 2024, Affléville est catégorisée commune rurale à habitat dispersé, selon la nouvelle grille communale de densité à sept niveaux définie par l'Insee en 2022.
Elle est située hors unité urbaine et hors attraction des villes,.

### Occupation des sols
L'occupation des sols de la commune, telle qu'elle ressort de la base de données européenne d’occupation biophysique des sols Corine Land Cover (CLC), est marquée par l'importance des territoires agricoles (83 % en 2018), une proportion sensiblement équivalente à celle de 1990 (83,1 %). La répartition détaillée en 2018 est la suivante : 
terres arables (54,3 %), prairies (28,7 %), forêts (14,2 %), zones urbanisées (2,7 %). L'évolution de l’occupation des sols de la commune et de ses infrastructures peut être observée sur les différentes représentations cartographiques du territoire : la carte de Cassini (XVIIIe siècle), la carte d'état-major (1820-1866) et les cartes ou photos aériennes de l'IGN pour la période actuelle (1950 à aujourd'hui).

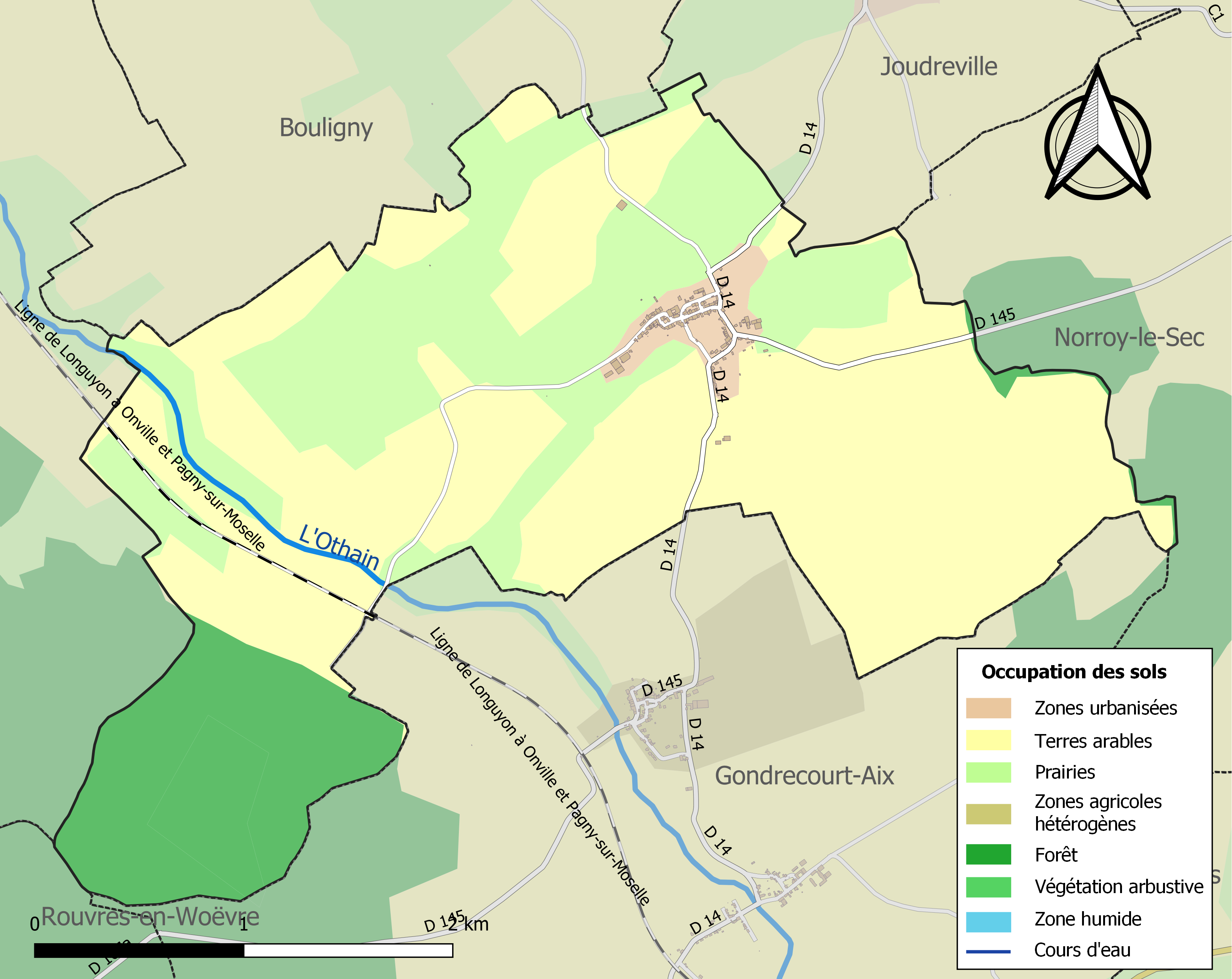
Carte des infrastructures et de l'occupation des sols de la commune en 2018 (CLC).

## Histoire
- Le blason de la commune est celui de l'ancienne famille qui l'occupa : les des Armoises, famille proche des ducs de Lorraine.
- La seigneurie d'Affléville fut ensuite propriété de la maison de Gourcy, qui ajouta le nom d'Affléville au sien pour fonder l'une de ses branches qui fut appelée de « Gourcy-Affléville ».
- Présence franque.
- Village de l'ancienne province du Barrois.
- En 1817, Affléville, village de l'ancienne province du Barrois sur le ruisseau du Breuil. À cette époque, il y avait 351 habitants répartis dans 81 maisons.

## Politique et administration

### Tendances politiques et résultats
Le résultat de l'élection présidentielle de 2012 dans cette commune est le suivant :
| Candidat       | Candidat                    | Premier tour | Premier tour | Second tour | Second tour |
| Candidat       | Candidat                    | Voix         | %            | Voix        | %           |
| -------------- | --------------------------- | ------------ | ------------ | ----------- | ----------- |
|                | Eva Joly (EÉLV)             | 1            | 0,75         |             |             |
|                | Marine Le Pen (FN)          | 30           | 22,39        |             |             |
|                | Nicolas Sarkozy (UMP)       | 35           | 26,12        | 63          | 50,40       |
|                | Jean-Luc Mélenchon (FG)     | 19           | 14,18        |             |             |
|                | Philippe Poutou (NPA)       | 5            | 3,73         |             |             |
|                | Nathalie Arthaud (LO)       | 4            | 2,99         |             |             |
|                | Jacques Cheminade (SP)      | 0            | 0,00         |             |             |
|                | François Bayrou (MoDem)     | 8            | 5,97         |             |             |
|                | Nicolas Dupont-Aignan (DLR) | 5            | 3,73         |             |             |
|                | François Hollande (PS)      | 27           | 20,15        | 62          | 49,60       |
|                |                             |              |              |             |             |
| Inscrits       | Inscrits                    | 160          | 100,00       | 160         | 100,00      |
| Abstentions    | Abstentions                 | 26           | 16,25        | 22          | 13,75       |
| Votants        | Votants                     | 134          | 83,75        | 138         | 86,25       |
| Blancs et nuls | Blancs et nuls              | 0            | 0,00         | 13          | 9,42        |
| Exprimés       | Exprimés                    | 134          | 100,00       | 125         | 90,58       |

## Population et société

### Démographie
L'évolution du nombre d'habitants est connue à travers les recensements de la population effectués dans la commune depuis 1793. Pour les communes de moins de 10 000 habitants, une enquête de recensement portant sur toute la population est réalisée tous les cinq ans, les populations de référence des années intermédiaires étant quant à elles estimées par interpolation ou extrapolation. Pour la commune, le premier recensement exhaustif entrant dans le cadre du nouveau dispositif a été réalisé en 2008.

En 2022, la commune comptait 176 habitants, en évolution de −1,68 % par rapport à 2016 (Meurthe-et-Moselle : −0,13 %, France hors Mayotte : +2,11 %).
| 1793 | 1800 | 1806 | 1821 | 1836 | 1841 | 1861 | 1866 | 1872 |
| ---- | ---- | ---- | ---- | ---- | ---- | ---- | ---- | ---- |
| 335  | 347  | 366  | 368  | 351  | 355  | 367  | 340  | 314  |

| 1876 | 1881 | 1886 | 1891 | 1896 | 1901 | 1906 | 1911 | 1921 |
| ---- | ---- | ---- | ---- | ---- | ---- | ---- | ---- | ---- |
| 330  | 316  | 312  | 295  | 317  | 289  | 290  | 299  | 187  |

| 1926 | 1931 | 1936 | 1946 | 1954 | 1962 | 1968 | 1975 | 1982 |
| ---- | ---- | ---- | ---- | ---- | ---- | ---- | ---- | ---- |
| 249  | 238  | 253  | 208  | 224  | 224  | 196  | 163  | 179  |

| 1990 | 1999 | 2006 | 2008 | 2013 | 2018 | 2022 | - | - |
| ---- | ---- | ---- | ---- | ---- | ---- | ---- | - | - |
| 185  | 196  | 201  | 202  | 181  | 179  | 176  | - | - |

## Culture locale et patrimoine

### Lieux et monuments

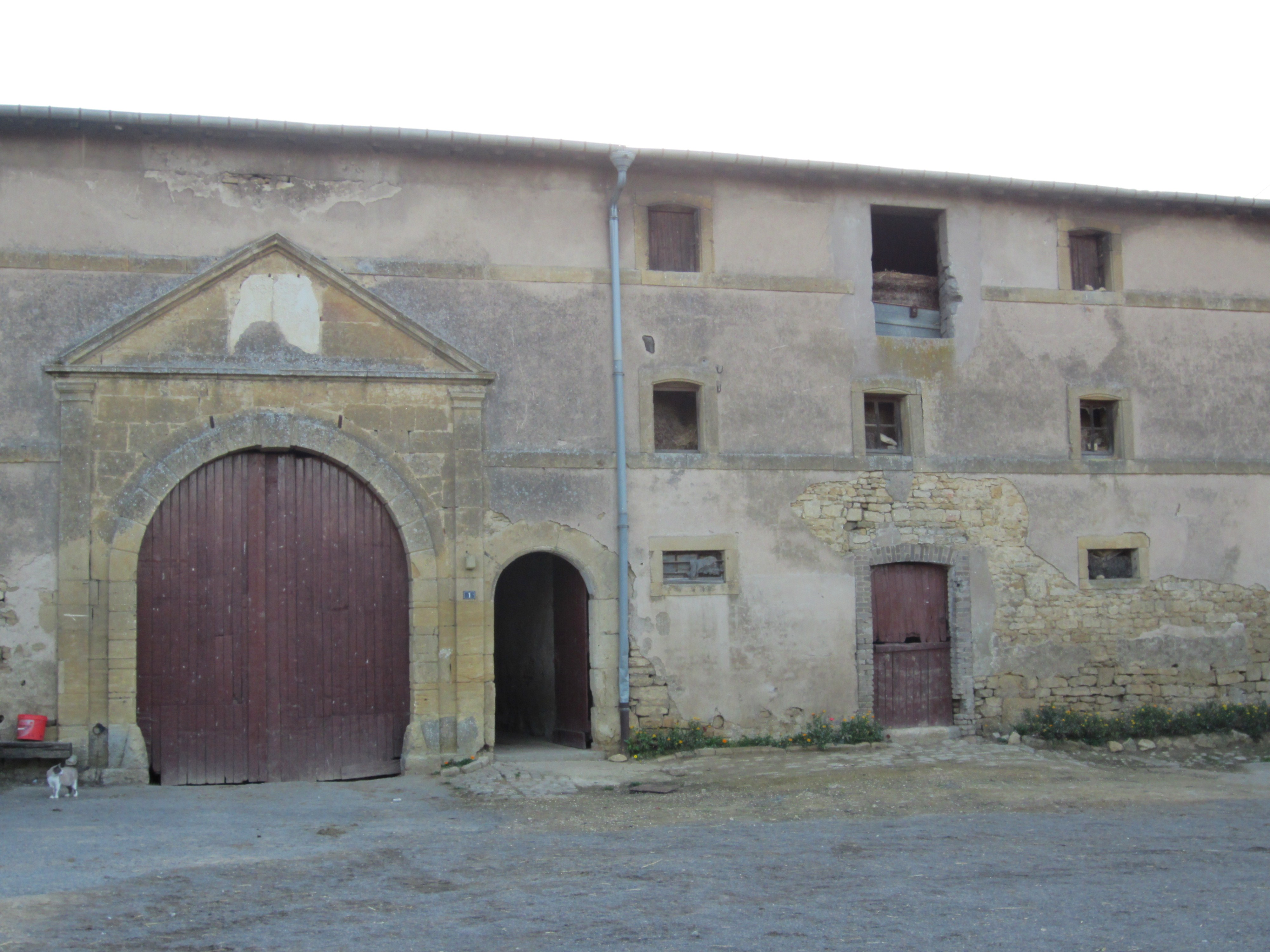
Porte du château.

- Château construit au XVe siècle pour la famille des Armoises qui en resta propriétaire jusqu'à la Révolution. Augmenté en 1748 d'un long bâtiment de dépendances pour les Gourcy. Subsistent une partie du logis, méconnaissable, et les dépendances en partie repercées à une époque récente. Au XIXe siècle, le château a été transformé en établissement agricole.
- Église paroissiale Saint-Barthélémy, reconstruite en 1867.

### Héraldique, logotype et devise
| Blason de Affléville | Blason  | Gironné d'or et d'azur de douze pièces; sur le tout, parti d'argent et de gueules.                       |
| Blason de Affléville | Détails | Armes de la famille des Armoises dont les membres furent seigneurs du lieu pendant six cents ans. (UCGL) |